# Secretário de Estado da Guerra
Secretário de Estado da Guerra ou Secretário da Guerra foi um cargo a nível de Gabinete britânico, existente entre 1794 e 1964. Entre 1801 e 1854 foi renomeado como Secretário de Estado da Guerra e das Colônias. Em 1964, com a criação do cargo de ministro da Defesa separado do cargo de Primeiro-Ministro, ele deixou de ser um cargo de Gabinete e foi extinto em 1 de abril de 1964, quando a posição no Gabinete foi substituída pelo cargo de Secretário da Defesa.
O Secretário de Guerra comandava o Gabinete de Guerra e era auxiliado por um subsecretário parlamentar, um secretário particular parlamentar, que também era membro de Parlamento, e um secretário militar, com o posto de general.